# Phlebia murrillii
Phlebia murrillii är en svampart som beskrevs av W.B. Cooke 1956. Phlebia murrillii ingår i släktet Phlebia och familjen Meruliaceae.   Inga underarter finns listade i Catalogue of Life.